# Protein Data Bank
Protein Data Bank (PDB) är en biodatabas som samlar 3D-strukturer för biologiskt viktiga molekyler, så som proteiner och nukleinsyror. Informationen bygger oftast på experiment utförda med hjälp av röntgenkristallografi eller NMR-spektroskopi. All data läggs in av forskare över hela världen och är fritt tillgänglig över internet.
PDB är ett ofta använt verktyg inom områdena strukturbiologi och strukturgenomik. Många vetenskapliga tidskrifter och även flera finansiera organisationer, så som amerikanska NIH, kräver att strukturdata ska publiceras i PDB.